# 광재 나들목
광재 나들목(Gwangjae IC)은 경상남도 김해시 상동면 우계리에 설치된 부산외곽순환고속도로의 4번 교차로이다. 본래 진영 분기점 ~ 노포 분기점 구간과 함께 개통할 예정이었지만 당시 접속도로인 국가지원지방도 제60호선 생림 ~ 상동간 도로가 완공되지 않아 2018년 2월 13일 생림 ~ 상동간 도로와 함께 개통되었다.

## 역사
- 2011년 7월 6일 : 나들목 신설을 위해 김해시 도시계획시설 교통광장에 상동면 우계리 일원을 광재 나들목으로 고시[2]
- 2018년 2월 13일 : 생림 ~ 상동간 도로 개통과 함께 나들목 개통[3]

## 구조물 정보
- 위치 : 경상남도 김해시 상동면 우계리

## 접속하는 노선
- 국가지원지방도 제60호선 (상동로)

## 교통량 정보
| 요금소        | 통행량 (대/일) | 통행량 (대/일) | 각주  |
| 요금소        | 2018년         | 2019년         | 각주  |
| ------------- | -------------- | -------------- | ----- |
| 광재 (폐쇄식) | 7,019          | 8,333          | [ 4 ] |